# Gobemouche de Cassin
Muscicapa cassini
Espèce
Statut de conservation UICN

 LC  : Préoccupation mineure
Le Gobemouche de Cassin (Muscicapa cassini) est une espèce d'oiseaux de la famille des Muscicapidae. Cet oiseau est répandu en Afrique équatoriale.

## Systématique
L'espèce Muscicapa cassini a été décrite pour la première fois en 1860 par l'ornithologue allemand Ferdinand Heine (1809-1894).